# Dubicze
Dubicze is een plaats in het Poolse district  Łosicki, woiwodschap Mazovië. De plaats maakt deel uit van de gemeente Stara Kornica en telt 546 inwoners.